# Jistebník (rybník)
Jistebník (neboli Jistební rybník) je rybník nacházející se v katastru obce Horní Cerekev jihozápadně od vsi Těšenov. Jeho hráz tvoří silnice druhé třídy číslo 133. Je podlouhlého charakteru. Měří asi 690 m na délku a 245 m na šířku při hrázi. Na jeho hrázi se nachází autobusová zastávka Horní Cerekev, Brajnerov od níž vede cesta k vodní nádrži na jednu stranu a k Brajnerovu dvoru na druhé straně. Brajnerův dvůr se nachází u nátoku rybníka. Rybník je napájen vodou Hraničního potoka, který pramení nedaleko Sázavy v přírodní památce Čermákovy louky. Na své cestě protéká několika rybníky a po opuštění Jistebníku pokračuje směrem na jih.